# Winnie Ewing
Winifred Margaret "Winnie" Ewing, född Woodburn den 10 juli 1929 i Glasgow, död 21 juni 2023, var en skotsk politiker inom Scottish National Party. Hon var ledamot av Storbritanniens parlament 1967–1970 samt 1974–1979, och ledamot i Europaparlamentet 1979–1999. Hon förespråkade under lång tid självständighet för Skottland.